# Nílton Santos
Nílton Reis dos Santos, kortweg Nílton Santos (Rio de Janeiro, 16 mei 1925 – aldaar, 27 november 2013), was een Braziliaans voetballer. Zijn bijnaam was Enciclopédia do Futebol, omdat hij zoveel van voetbal af wist. In maart 2004 werd Santos door Pelé verkozen in de lijst van 125 beste nog levende voetballers.

## Levensloop
Santos speelde zijn gehele carrière bij slechts één club: Botafogo FR. Hij speelde 723 wedstrijden in het shirt van Botafogo.
Met het Braziliaans voetbalelftal werd hij wereldkampioen in 1958 en 1962.
Op 27 november 2013 overleed hij in zijn geboortestad op 88-jarige leeftijd aan de gevolgen van complicaties van een longinfectie.

## Erelijst

### Botafogo FR
- Torneio Rio-São Paulo: 1962 en 1964
- Campeonato Carioca: 1948, 1957, 1961 en 1962

### Brazilië
- Wereldkampioenschap voetbal 1950: tweede plaats 1958 en 1962
- Copa América 1949, 1953: tweede plaats